# Siddaramaiah
Siddaramaiah (ur. 12 sierpnia 1948 w Siddaramana Hundi) – indyjski polityk, premier stanowy Karnataki (2013–2018, od 2023).

## Życiorys
Urodził się w niewielkiej wiosce Siddaramana Hundi w dystrykcie majsurskim. Pochodzi z ubogiej rodziny rolniczej, był drugim z pięciorga dzieci. Wywodzi się ze społeczności Kuruba, jednej z największych społeczności kastowych Karnataki. Grupa ta umieszczana jest w tradycyjnych klasyfikacjach jako zajmująca się wypasem bydła. W momencie narodzin Siddaramaiaha wielu Kurubów jednak podejmowało już pracę na roli, odchodząc tym samym od utrwalonych w historii tej kasty tradycji.
Siddaramaiah studiował prawo na Mysore University, później przez jakiś czas pracował w zawodzie. Wcześnie zaangażował się w życie polityczne, pozostając przy tym pod dużym wpływem socjalisty Rama Manohara Lohi. W 1978 został wybrany do rady taluku majsurskiego. Do stanowego parlamentu dostał się po raz pierwszy w 1983. Mandat do Zgromadzenia Ustawodawczego uzyskiwał następnie kolejno w 1985, 1994, 2004, 2006, 2008, 2013, 2018 oraz 2023. W czasie swej trwającej kilka dekad obecności w życiu publicznym związany był z różnymi partiami politycznymi. Reprezentował Bharatiya Lok Dal, Janata Party, Janata Dal i Janata Dal (Secular). W 2006 związał się z Indyjskim Kongresem Narodowym (INC).
Zajmował rozmaite stanowiska w stanowym aparacie władzy. Przewodniczył Kannada Kavalu Samiti, komitetowi nadzorującemu implementację statusu języka kannada jako oficjalnego języka stanu. Wchodził w skład rozmaitych rządów stanowych. Odpowiadał za resorty weterynarii oraz hodowli zwierząt, finansów, szkolnictwa wyższego oraz transportu. Dwukrotnie (1996–1999, 2004–2005) był również wicepremierem rządu stanowego. Przed wyborami stanowymi w 2013 przewodził marszowi w proteście przeciwko działalności powiązanych z Indyjską Partią Ludową magnatów górniczych, braci Reddy. Wydarzenie to wymieniało się później pośród powodów zwycięstwa INC. Objął stanowisko premiera rządu stanowego. Zaprzysiężony został 13 maja 2013. Stał na czele gabinetu przez pełną pięcioletnią kadencję, do 2018. Znany był z polityki o wyraźnie społecznym wydźwięku, wprowadził chociażby subsydia zbożowe dla najuboższych. Zachował znaczne wpływy w stanowych strukturach partyjnych również po zakończeniu urzędowania, był jednym z najważniejszych polityków stojących za upadkiem koalicyjnego rządu H.D. Kumaraswamiego w 2019.
Powrócił do władzy po zwycięstwie Kongresu w wyborach z 2023. Jego drugi rząd zaprzysiężony został 20 maja 2023.

## Życie prywatne
Poślubił Parvathi, doczekał się z nią dwóch synów. Jeden z nich, Yathindra, jest lekarzem również zaangażowanym w działalność polityczną. Drugi, Rakesh, wystąpił w kilku filmach, zmarł przedwcześnie w 2016.